# Coprophanaeus acrisius
Coprophanaeus acrisius är en skalbaggsart som beskrevs av Macleay 1819. Coprophanaeus acrisius ingår i släktet Coprophanaeus och familjen bladhorningar. Inga underarter finns listade i Catalogue of Life.